# Bateria de la Moresca
La Bateria de la Moresca és una bateria d'artilleria de defensa militar de Portvendres, de la comarca del Rosselló, a la Catalunya del Nord.
Està situada en el Cap Gros, a prop i al nord de la vila.
L'edifici del segle xvii està inscrit com a Monument històric francès des del 1933.
El monument és propietat de l'estat. Forma part del cens d'immobles Monuments Històrics com a fortificació.